# پالیده‌خواری

کریل در حال تغذیه از آب پر از فیتوپلانکتون. سرعت این عمل در این تصویر ۱۲ بار آهسته‌تر نشان داده شده‌است.

به جاندارانی که غذای خود را از طریق پالایش آب دریا تأمین می‌کند پالیده‌خوار (انگلیسی: Filter feeder) گفته می‌شود.
این جانداران این کار را از طریق رد کردن آب از اندام‌های ویژه غربالی انجام می‌دهند. پالیده‌خواران  پلانکتون‌ها و دیگر غذای معلق در آب را به وسیله اندام‌های جارویی‌مانند یا آب‌ششی به تله می‌اندازند.
برخی از جانوران پالیده‌خوار عبارتند از صدف دوکفه‌ای، کریل، اسفنج دریایی، آب‌بازسانان بی‌دندان، بسیاری از ماهی‌ها و برخی از کوسه‌ها. برخی از پرندگان نظیر فلامینگو و شماری از گونه‌های مرغابی نیز پالیده‌خوارند. پالیده‌خواران نقش مهمی در تصفیه آب دارند و به این خاطر در زمره مهندسان اکوسیستم به‌شمار می‌آیند.